# Heartbreaker (Dionne Warwick-låt)
Heartbreaker är en låt skriven av Barry Gibb, Robin Gibb och Maurice Gibb, och inspelad av Dionne Warwick. Barry Gibb står också för bakgrundssång. Låten blev en hit över hela världen.
Warwick sade i The Billboard Book of Number One Adult Contemporary Hits av Wesley Hyatt att hon inte var förtjust i "Heartbreaker" (men efter låtens internationella genomslagskraft, sade hon, "Jag grät hela vägen till banken"), men spelade in den eftersom hon trodde på Bee Gees bedömning att den skulle bli en stor hitlåt. Den blev sedan hennes mest framgångsrika solohit under 1980-talet. Bee Gees spelade också in låten, med Barry Gibb på sång, på albumen Their Greatest Hits: The Record, samt Love Songs album.
2004 släppte J-pop-sångaren Junichi Inagaki en japanskspråkig tolkning av låten å albumet Revival II. 2005 spelade tyska reggae-popgruppen Blue Lagoon in låten på albumet Clublagoon.

## Listplaceringar

### Dionne Warwick
| Lista (1982-1983) | Topplacering |
| ----------------- | ------------ |
| Nederländerna     | 5            |
| Norge             | 2            |
| Nya Zeeland       | 4            |
| Schweiz           | 4            |
| Storbritannien    | 2            |
| Sverige           | 1            |
| USA               | 10           |
| Österrike         | 10           |

### Blue Lagoon
| Lista (2005-2006) | Topplacering |
| ----------------- | ------------ |
| Schweiz           | 57           |
| Storbritannien    | 2            |
| Sverige           | 54           |
| Österrike         | 25           |

### Fotnoter
1. ↑  ”Listplacering”. http://dutchcharts.nl/showitem.asp?interpret=Dionne+Warwick&titel=Heartbreaker&cat=s. Läst 30 maj 2011.
2. ↑  ”Listplacering”. http://norwegiancharts.com/showitem.asp?interpret=Dionne+Warwick&titel=Heartbreaker&cat=s. Läst 30 maj 2011.
3. ↑  ”Listplacering”. Arkiverad från originalet den 3 december 2014. https://web.archive.org/web/20141203201636/http://charts.org.nz/showitem.asp?interpret=Dionne+Warwick&titel=Heartbreaker&cat=s. Läst 30 maj 2011.
4. ↑  ”Listplacering”. http://hitparade.ch/showitem.asp?interpret=Dionne+Warwick&titel=Heartbreaker&cat=s. Läst 29 maj 2011.
5. 1 2  ”Listplacering”. Arkiverad från originalet den 25 maj 2012. https://archive.is/20120525153135/http://www.chartstats.com/release.php?release=10021. Läst 30 maj 2011.
6. ↑  ”Listplacering”. http://swedishcharts.com/showitem.asp?interpret=Dionne+Warwick&titel=Heartbreaker&cat=s. Läst 30 maj 2011.
7. ↑  ”Listplacering”. http://www.billboard.com/charts/hot-100#/song/dionne-warwick/heartbreaker/2214186. Läst 30 maj 2011.
8. ↑  ”Listplacering”. http://austriancharts.at/showitem.asp?interpret=Dionne+Warwick&titel=Heartbreaker&cat=s. Läst 30 maj 2011.
9. ↑  ”Listplacering”. http://hitparade.ch/showitem.asp?interpret=Bluelagoon&titel=Heartbreaker&cat=s. Läst 29 maj 2011.
10. ↑  ”Listplacering”. http://swedishcharts.com/showitem.asp?interpret=Bluelagoon&titel=Heartbreaker&cat=s. Läst 30 maj 2011.
11. ↑  ”Listplacering”. http://austriancharts.at/showitem.asp?interpret=Bluelagoon&titel=Heartbreaker&cat=s. Läst 30 maj 2011.